# Ulykke (dokumentarfilm)
|  | Denne artikel er oprettet af botten Steenthbot ud fra en ekstern database. Den kan derfor have sproglige fejl eller mangler. Denne skabelon kan fjernes efter kontrol af indholdet. |

Ulykke er en dansk undervisningsfilm fra 1973 instrueret af Hans-Henrik Jørgensen og efter manuskript af Carsten Fälling og Hans-Henrik Jørgensen.

## Handling
Under opstabling med gaffeltruck vælter en stabel ned over en mand. Han omkommer. Dødsulykkens årsager analyseres gennem interviews med de implicerede, lagerforvalter, direktør og truckfører.

## Medvirkende
- Finn Nielsen